# Culicula schaldusalis
Culicula schaldusalis là một loài bướm đêm trong họ Noctuidae.